# V357 Большой Медведицы
V357 Большой Медведицы (лат. V357 Ursae Majoris) — двойная затменная переменная звезда типа Алголя (EA) в созвездии Большой Медведицы на расстоянии приблизительно 3804 световых лет (около 1166 парсеков) от Солнца. Видимая звёздная величина звезды — от +14,3m до +12,7m. Орбитальный период — около 2,3073 суток.